# Crysis 3
Crysis 3 — компьютерная игра, научно-фантастический шутер от первого лица, разработанный немецкой компанией Crytek и изданный Electronic Arts. Игра вышла 19 февраля 2013 года в США, 21 февраля 2013 года в Европе для платформ PC, Xbox 360 и PlayStation 3. Crysis 3 использует игровой движок собственной разработки Crytek — CryEngine 3, и является второй вышедшей игрой на этом движке. Crysis 3 является продолжением игры Crysis 2. Официально игра была анонсирована 16 апреля 2012 года.

## Сюжет
Перед началом игры в главном меню можно посмотреть ролик «Ранее в Crysis». В нём Карл Эрнст Раш (сооснователь компании Hargreave-Rasch Biomedical) рассказывает о первой находке технологий цефов на месте падения Тунгусского метеорита. С этими технологиями Раш и его друг и коллега Джейкоб Харгрив основали свою компанию, а затем создали команду «Хищник» и отправили на острова Лингшан, чтобы продемонстрировать и проверить мощь своей новейшей разработки — нанокостюма. После случившегося на Лингшане в живых остались лишь майор Лоуренс Барнс — «Пророк» (англ. Prophet) и сержант Майкл Сайкс (позывной «Псих», англ. Psycho). Ту стычку с цефами выиграли люди, однако спустя 3 года пришельцы, уже адаптировавшиеся к земным условиям, атаковали вновь, но Пророк (уже Алькатрас) смог всех спасти. В конце видео Раш просит лишь об одном — найти Пророка, так как он, несмотря на то, что фактически уже не является человеком, остаётся единственным, кто может уберечь мир от новой стремительно растущей угрозы — C.E.L.L.
Действие игры разворачивается в 2047 году, спустя 24 года после событий, описанных в Crysis 2. После подавления угрозы цефалоподов возник вакуум власти, который в итоге оказался заполнен C.E.L.L., развившейся из частной военной компании в многопрофильную мегакорпорацию. Установив монополию в ряде ключевых областей экономики, в том числе — в энергетике, C.E.L.L. задействовала финансово-долговые схемы для установления контроля над населением. Нью-Йорк не был восстановлен после боевых действий и окончательно обратился в руины, в которых время от времени разгораются конфликты между войсками C.E.L.L., остатками цефалоподов, выживших после биологической атаки, и повстанцами, сопротивляющимися диктатуре корпорации.
Группа упомянутых повстанцев, руководимая бывшим участником группы «Хищник» Майклом Сайксом, освобождает Пророка из стазиса на территории охраняемой базы C.E.L.L. (между событиями второй и третьей части Пророк был пойман патрулями C.E.L.L. в Сибири). На момент начала игры главный герой остаётся единственным оператором нанокостюма; прочие, в том числе Псих, были захвачены силами корпорации и лишены костюмов.
За время своего заключения Пророк получает телепатическую информацию об угрозе, исходящей от так называемого «Альфа-цефа» — носителя инопланетного сверхразума, координировавшего действия сил вторжения. Указанная сущность также избежала уничтожения в ходе событий второй части игры и по-прежнему представляет опасность; Пророк видит свою задачу в её ликвидации. Повстанцы, в свою очередь, намерены использовать протагониста в целях избавления от диктатуры C.E.L.L. путём вывода из строя ключевого энергетического источника корпорации, могущество которой в значительной степени построено на монопольной глобальной торговле энергией. Впоследствии протагонист узнаёт, что упомянутый выше Альфа-цеф был использован корпорацией в качестве живого реактора.
Уничтожив гидроэлектростанцию и обесточив защитные контуры энергетического центра, Пророк проникает в зал управления и выполняет его аварийное отключение. При попытке системы активировать резервное питание Альфа-цеф пробуждается и вырывается на свободу; коллективный разум инопланетных захватчиков восстанавливается, и вторжение возобновляется. Протагонист начинает изучать специфику сверхразума, вступая в активный контакт с телепатическими ретрансляторами цефалоподов; сохранив самоконтроль, он одновременно приобретает способность взаимодействовать с инопланетными аккумуляторами и, поглощая их энергию, приобретать временную неуязвимость.
Тем временем C.E.L.L., не имея иной возможности справиться с новой волной инопланетного вторжения, активирует орбитальную систему массового уничтожения под кодовым наименованием «Архангел», наводя её на Нью-Йорк. Мощность данного орудия достаточна для стирания в пыль целого города. Однако, выясняется, что из-за неизбежного резонанса луча «Архангела» с энергией Альфа-цефа, выстрел может нанести критические повреждения и всей планете, расплавив кору и дестабилизировав ядро. Желая предотвратить вероятную катастрофу, Пророк прорывается в центр управления системой и отключает её. Тем самым, однако, устраняется наиболее существенная угроза для Альфа-цефа, который получает возможность беспрепятственно сформировать мост Эйнштейна — Розена для вызова основного массива вооружённых сил с родной планеты.
Совместными усилиями Пророк и Псих подавляют технику цефов вблизи главного улья цефов, однако затем особо сильное сопротивление вынуждает Психа покинуть бой, и Пророк продолжает движение к червоточине самостоятельно. Достигнув её основания, протагонист вступает в противостояние с Альфа-цефом; к концу боя Псих возвращается, отвлекает внимание цефов, и Пророк, пользуясь моментом, наносит завершающий удар. VTOL (англ. Vertical Take-Off and Landing) Психа при этом, однако, терпит крушение; пытающегося помочь ему Пророка затягивает в энергетический поток моста, который выбрасывает его в околоземное космическое пространство.
Хотя Альфа-цеф уничтожен, один из крупных кораблей инопланетян всё же успевает пройти по мосту прежде его разрыва. С помощью возможностей костюма Пророку удаётся достичь «Архангела», который все ещё находится на орбите, развернуть орудие и открыть огонь по противнику. Корабль уничтожается, и угроза со стороны цефов тем самым окончательно ликвидируется. Пророка же ударной волной отбрасывает обратно на Землю; броня костюма оказывается достаточно прочной, чтобы не позволить ему сгореть в атмосфере, и в конце концов Пророк падает в море возле Лингшана. Нанокостюм в итоге приобретает возможность принимать любой внешний вид и форму по усмотрению оператора, фактически сливаясь с Пророком в одно целое. Придя в себя, он обнаруживает, что его костюм принял его человеческую внешность и, выйдя на берег, кидает в море отданные ему Психом 3 боевых жетона: Шута, Ацтека и Номада, смиряясь с потерей товарищей, а затем, уходя в неизвестность, произносит лишь одну фразу: «Запомни меня»…
В конце игры, после титров, следует небольшой ролик. Несколько человек из совета директоров C.E.L.L. в сопровождении вооружённого эскорта спасаются бегством. По достижении ими вроде бы безопасного места неожиданно некто неизвестный расстреливает весь эскорт из засады. Стрелком оказывается Псих, который сообщает оставшимся людям, что некоторое время назад пользовался услугами одной из больниц корпорации (намёк на насильственное лишение нанокостюма), и теперь угрожающе «желает в связи с этим подать жалобу».

### Главы
- Обучение
- Пост-Человек;
- Добро пожаловать в джунгли;
- Корень зла;
- Снять с предохранителя;
- Восход Алой Звезды;
- Всего лишь человек;
- Боги и монстры.

## Игровой процесс
Crytek стремилась объединить в игровом процессе Crysis 3 лучшие элементы первых двух частей — именно поэтому действие всё ещё происходит в Нью-Йорке, часть которого, однако, превратилась в джунгли. Разработчики обещали максимум нелинейности — на выставке Е3 была продемонстрирована миссия по уничтожению плотины. При этом к плотине можно выйти тремя маршрутами, а на каждом возможны разные стили прохождения (например, стелс или боевой).
Оператор нанокостюма имеет возможность активировать один из двух специальных режимов: защиты и маскировки, в то время как режим мощности (совмещавший силу и скорость) стал базовым (не активируется, но работает постоянно). Возможны усиленные прыжки и удары, а также рывки. Был обновлён тактический визор; новые возможности позволяют автоматически отмечать противников и снаряжение, а также взламывать разнообразную технику (замки, мины, автоматические орудия и т. д.). Добавлена подсистема визуального расчёта траектории броска гранаты.
Поддерживается возможность модернизации нанокостюма. Игрок может разблокировать определённые модули и сохранять различные их сочетания в виде наборов; в общей сложности доступно 16 модулей различного рода. При выполнении определённых статистических условий активный модуль может быть усовершенствован.

### Мультиплеер
- В мультиплеере появился Крикун — огромный трёхногий цефалопод. Игроки могут прокатиться на нём, уничтожая членов другой команды.
- Существует новый режим мультиплеера — Hunter Mod. В нём принимают участие 16 игроков на ПК и 12 на консолях. Суть заключается в противоборстве охотников, вооружённых луками и одетых в нанокостюмы с людьми, не имеющими нанокостюмов, но имеющими различное оружие и датчики, которые помогают в отслеживании и обнаружении охотников. В начале матча охотников двое, а людей, соответственно — 14 (ПК)/10 (консоли), при убийстве охотником человека, жертва превращается в охотника, до тех пор пока не останется один игрок.
- Значительно улучшена интерактивность, появилась возможность выдёргивать арматуры из стен и метать как копья, отрывать различные железные пластины и использовать как щиты.

## Музыкальное сопровождение
Авторами музыки в Crysis 3 выступили Борислав Славов, Петер Антовски и Виктор Стоянов. Ниже приведён список внутриигровых композиций.
| №                   | Название                             | Длительность |
| ------------------- | ------------------------------------ | ------------ |
| 1.                  | «Crysis 3 - New York Memories»       | 3:25         |
| 2.                  | «Extraction»                         | 2:17         |
| 3.                  | «Liberty Dome - Infiltration»        | 1:55         |
| 4.                  | «Who's The Prey Now (reprise)»       | 3:09         |
| 5.                  | «Canyon Encounter»                   | 2:24         |
| 6.                  | «Dome & Hydro Dam»                   | 1:55         |
| 7.                  | «Who's The Prey Now»                 | 3:08         |
| 8.                  | «Jungle And Ruins»                   | 1:55         |
| 9.                  | «Hunt Them Down - Action»            | 3:11         |
| 10.                 | «Hunt Them Down - Frantic»           | 3:13         |
| 11.                 | «Shine Down»                         | 2:01         |
| 12.                 | «H.A.D.E.S Tower»                    | 2:15         |
| 13.                 | «Train Ride»                         | 2:13         |
| 14.                 | «Red Star Rising»                    | 2:48         |
| 15.                 | «Just Following Orders»              | 2:06         |
| 16.                 | «River Chase»                        | 2:19         |
| 17.                 | «What Are You Prepared To Sacrifice» | 2:34         |
| 18.                 | «Rasch Reveal»                       | 4:49         |
| 19.                 | «Surface Zero»                       | 2:30         |
| 20.                 | «Surface Zero Action»                | 2:08         |
| 21.                 | «STALKER Theme»                      | 2:34         |
| 22.                 | «Islands»                            | 2:25         |
| 23.                 | «One Last Mission»                   | 2:30         |
| 24.                 | «Mastermind Theme»                   | 2:27         |
| 25.                 | «Enter the Labirinth»                | 2:23         |
| 26.                 | «Cave Ambient»                       | 2:25         |
| 27.                 | «Cave Action»                        | 2:28         |
| 28.                 | «Alpha Ceph Theme»                   | 2:30         |
| 29.                 | «It Was Never Just About The Suit»   | 4:12         |
| 30.                 | «Crysis 3 - Memories»                | 1:59         |
| 31.                 | «Looking Back»                       | 1:30         |
| Общая длительность: | Общая длительность:                  | 1:19:38      |

## Технологии
Специалисты Crytek перенесли некоторые возможности DirectX 11 на консоли. Основываясь на возможностях встроенной в Xbox 360 устаревшей библиотеки DX9, разработчикам удалось эмулировать некоторые возможности, присущие DX11, такие как Parallax Occlusion Mapping и др.

## Отзывы
| Сводный рейтинг       | Сводный рейтинг                        |
| Агрегатор             | Оценка                                 |
| --------------------- | -------------------------------------- |
| GameRankings          | X360: 76,73 % PS3: 76,53 % PC: 73,50 % |
| Иноязычные издания    |                                        |
| Издание               | Оценка                                 |
| Eurogamer             | 7/10.                                  |
| GameSpot              | 7,5/10.                                |
| IGN                   | 8,5/10 .                               |
| OPM                   | 8/10                                   |
| VideoGamer            | 6/10.                                  |
| Русскоязычные издания |                                        |
| Издание               | Оценка                                 |
| 3DNews                | 8/10                                   |
| Absolute Games        | 67 %                                   |
| «IGN Россия»          | 6/10                                   |
| PlayGround.ru         | 8,3/10                                 |
| Riot Pixels           | 68/100                                 |
| StopGame.ru           | «Похвально»                            |
| «Игромания»           | 8/10                                   |
| «Игры Mail.ru»        | 8/10                                   |
| «Мир фантастики»      | 8/10                                   |
| «НИМ»                 | 8,5/10                                 |
| «Страна игр»          | 8,5/10                                 |